# Kolomna
Kolomna (rusko Колóмна, IPA: [kɐˈlomnə]) je zgodovinsko mesto v Moskovski oblasti v Rusiji, ki leži na sotočju rek Moskve in Oke, 114 km (po železnici) jugovzhodno od Moskve. Leta 2010 je imela 144.589 prebivalcev.
V kraju je odraščal sovjetski admiral flote Sovjetske zveze Sergej Georgijevič Gorškov.

## Zgodovina
Kolomna je bila prvič omenjena leta 1177, glede na najnovejše arheološke raziskave pa je bila ustanovljena med letoma 1140 in 1160. Leta 1301 je Kolomna postala prvo mesto, ki je bilo vključeno v Moskovsko veliko kneževino.
Kot nekatera druga stara ruska mesta ima kremelj, utrdbo, podobno bolj znanemu kremlju v Moskvi in sicer prav tako iz rdečih opek. Kamniti kolomenski kremelj je bil zgrajen med letoma 1525 in 1531 pod ruskim velikim knezom Vasilijem III. Kolomenski kremelj je bil del velike mejne utrdbe od katere je ostalo v dobri ohranjenosti več stolpov, del zidu in nekaj stavb, ki tvorijo muzej. Večina obzidja je bila sicer odstranjena v 18. stoletju in material je bil uporabljen za gradnjo drugih javnih zgradb. Pred fasado stoji kip Dmitrija Donskega, ki obeležuje zbiranje njegovih enot v Kolomni pred bitko za Kulikovo leta 1380.